# Convento de Santa Catalina de Siena (Ocaña)
El convento de Santa Catalina de Siena, de estilo renacentista, es el tercero de religiosas coetáneo en Ocaña, erigido el 8 de junio de 1571 por Catalina de Guzmán y Vargas (viuda del insigne capitán Juan Maldonado, e hija de Manuel de Guzmán e Inés de Vargas), por registro, ante Juan Pérez del Hoyo, haciendo una concesión de cerca de 10.000 ducados junto con sus viviendas que fueron del Vínculo y que erigiera Andrés Carnero (presbítero en 1748). 

## Historia
En su primera localización, a pocos metros de la Iglesia de San Juan Bautista, residieron hasta que Juan de Vacas (apodado el Viejo y padre de una de las religiosas), donó sus casas en la primitiva calle de San Lázaro (hoy en día, calle de Fernando Cadalso) que iba a convertirse en la Ermita de este nombre y confinaba con ellas, por donación a favor de las monjas dominicas ante Cristóbal Gómez, secretario del Ayuntamiento a 20 de enero de 1582 con el requisito «de que se habían de mudar a este nuevo sitio y allí permanecer por siempre jamás y en caso de no hacerlo así, pasasen dichas sus casas a la Hermandad de Pobres de la Santísima Caridad de Ocaña, sita en la Parroquia de Santa María».
La Ermita de San Lázaro, antes nombrada, fue construida en el año 1500 por la Villa y por causa de unas "úlceras pútridas" originando la terrible enfermedad de la peste (libro de acuerdos del Ayuntamiento). Dicha Ermita fue sugerida para quinta Parroquia, no llevándose a cabo el acuerdo, al igual que fue solicitada por el Convento de Padres Recoletos Agustinos de Chinchón, negándose el Ayuntamiento mediante acuerdo el 2 de noviembre de 1575 y traspasándola, por el contrario, al Convento con el nombre de Santa Catalina de Siena y señalando que pertenecería a la Parroquia de San Pedro (una de las existentes en Ocaña) y con la cláusula de que todos los años, el Domingo de Pasión, el cura y dos Beneficiados acudieran a una misa cantada y el sábado a unas solemnes vísperas.
En esta segunda localización, junto al antiguo cuartel de Caballería (hoy en día, Centro Penitenciario Ocaña I) residieron estas monjas hasta que el 13 de diciembre de 1876 se mudaran al que hoy habitan y que fue antiguo convento de San Buenaventura —de Orden Franciscana— cedido por Vicente Vázquez Queipo, protegido por la ley de Mendizábal y empleado durante seis años para fábrica de baldosas finas. Posteriormente fue de la Orden de Santo Domingo y, finalmente, de esta Congregación de Religiosas Dominicas, obteniendo el nombre de Santa Catalina de Siena.

## Características
Tiene este convento un reducido claustro de dos alturas de escaso interés. La galería inferior con tres tramos por lado con arcos de medio punto. Los huecos están cerrados por tabiquería con reducidas ventanas. La galería superior está separada por impostas y tiene unos pequeños huecos.

### Iglesia
Es ésta una nave rectangular de poco interés con coro alto a los pies de la iglesia y otro bajo al lado izquierdo del crucero, siendo reformada toda la iglesia en 1987 y finalizada el 25 de octubre del mismo año. Digno de mención es la sillería del coro, de antiquísima construcción.